# Ustascia e Chiesa cattolica

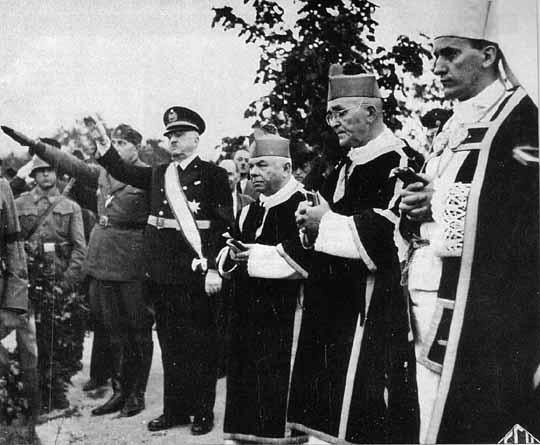
L'arcivescovo di Zagabria Alojzije Viktor Stepinac interviene nel 1944 alle esequie del presidente del parlamento croato Marko Došen, una voce critica nei confronti del regime degli Ustascia, mentre alcuni gerarchi tributano il saluto a mano tesa.

Il rapporto tra la Chiesa cattolica e il regime dittatoriale degli Ustascia dello Stato Indipendente di Croazia (1941-1945) fu sostanzialmente ambivalente. La Chiesa, in particolare nella persona dell'arcivescovo di Zagabria Alojzije Viktor Stepinac, salutò con favore la nascita del nuovo stato che considerava il cattolicesimo un elemento essenziale dell'identità nazionale croata.
Anche in seguito il regime degli Ustascia non venne mai ufficialmente condannato. Tuttavia l'arcivescovo prese progressivamente le distanze dall'operato della dittatura fascista, condannandone in particolare l'intrinseco razzismo e violenza e le persecuzioni e conversioni forzate dei serbi al cattolicesimo. Nel Sinodo che Stepinac convocò dal 17 al 20 novembre 1941 i vescovi espressero la propria disapprovazione ad Ante Pavelić nella quale, pur dissociando la sua responsabilità dai suoi sottoposti “irresponsabili”, condannarono le conversioni forzate dei serbi e le atrocità degli ustascia chiedendo inoltre che i diritti della Chiesa Ortodossa andassero rispettati e che gli ebrei fossero trattati nel modo “più umanamente possibile, considerata la presenza delle truppe tedesche”. Pio XII informato sulle decisioni del Sinodo lo trovò soddisfacente e lodò il “coraggio e la decisione” dei vescovi nell'opporsi agli ustascia per il trattamento contro i serbi. Lo storico Michael Phayer in base ai propri studi è arrivato a questa conclusione "Nessun capo di una chiesa nazionale parlò del genocidio in modo così evidente come fece Stepinac. Le sue parole furono coraggiose e di principio".
Lo Stato Indipendente di Croazia comprendeva le attuali Croazia e Bosnia ed Erzegovina, eccetto l'Istria, Fiume e buona parte della Dalmazia.

## La nascita del regime
La Chiesa cattolica, con a capo monsignor Alojzije Stepinac, arcivescovo di Zagabria, inizialmente si pronunciò a favore del nuovo Stato, il che contribuì a formare un favore popolare generalizzato. Stepinac si rallegrò con il maresciallo Slavko Kvaternik per la proclamazione dello Stato e quando, il 13 aprile 1941, Ante Pavelić entrò a Zagabria in camicia nera, scortato da mezzi corazzati italiani, l'arcivescovo si recò da lui il giorno successivo per porgergli felicitazioni e partecipare a un brindisi in suo onore. Il 15 aprile Stepinac comunicò nella cattedrale di Zagabria la fondazione dello Stato Indipendente di Croazia, formulando i migliori auguri per il suo avvenire. Però sarebbe sbagliato leggere in questi gesti un ingenuo entusiasmo. Il 16 aprile nel suo Diario è annotato: «[...] l'arcivescovo ha ricavato l'impressione che il Poglavnik sia un cattolico sincero e che la Chiesa avrà la libertà nelle sue azioni, anche se l'arcivescovo non si illude che tutto ciò possa avvenire senza difficoltà».
Altro esempio del sostegno cattolico al nascente regime è un articolo, pubblicato il 10 aprile 1942 dal giornale Vrhbosna, firmato dal reverendo Dragutin Kramber, segretario dell'arcivescovo di Sarajevo Ivan Šarić: “[Possiamo] affermare, senza tema di essere smentiti, che noi sacerdoti cattolici croati ci siamo trovati, nella stragrande maggioranza, fin dall'inizio, dalla parte di quegli uomini che hanno preparato l'avvento della Croazia indipendente. Questo Stato è una nostra creatura”.
Questi fatti risultano dai giornali del tempo, così come dal diario di Stepinac emerge il suo interessamento perché lo Stato Indipendente di Croazia fosse riconosciuta dal Vaticano e venissero stabiliti regolari rapporti diplomatici. Alla richiesta di Stepinac, seguita da quella di Pavelić, la Santa Sede rispose in modo interlocutorio, ma riconobbe di fatto Stato e governo croati, sia assicurando la presenza di un proprio delegato a Zagabria, monsignor Ramiro Marcone, con il compito di rappresentarla e, secondo Gino Bambara, di assicurare conversioni forzate dei serbi alla religione cattolica, sia, soprattutto, nello stabilire buoni rapporti negli affari correnti, utili per una presenza politica concreta, in attesa del riconoscimento ufficiale qualora le forze dell'Asse avessero vinto la guerra. Il giornale “Katolički List” – che fa capo all'arcivescovo di Zagabria monsignor Stepinac – nel n° 41 del 7 giugno 1941 pubblica un articolo intitolato “Lo Stato Indipendente Croato”, firmato dal canonico Janko Penić (redattore del periodico), nel quale si inneggia al dittatore ustascia Pavelić: “Il Poglavnik ha restituito alla Chiesa cattolica la sua antica, tradizionale autorità divina, che nella vecchia Jugoslavia aveva gravemente sofferto. Il Poglavnik dedica grande attenzione alla fede e ai miracoli”.
Il 28 aprile 1941, il giorno stesso in cui 250 serbi vennero massacrati a Bjelovar (episodio che si conobbe ovviamente solo in seguito e che non aveva nessuna relazione con quanto espresso quel giorno nelle chiese croate) fu letta da tutti i pulpiti cattolici una lettera pastorale di Stepinac che richiamava il clero e i fedeli a collaborare all'opera del Poglavnik. Stepinac raccomandava ai preti di pregare “affinché sul Poglavnik dello Stato della Croazia scenda lo spirito della saggezza in modo da permettergli di adempiere un così alto dovere per l'onore di Dio e la salvezza del popolo; e affinché la nazione croata divenga la nazione divina, fedele a Cristo e alla sua Chiesa costruita sulla tomba di Pietro”. Stepinac sarebbe rimasto fedele allo Stato croato indipendente, anche se col tempo diventò sempre più critico nei confronti delle azioni attribuite ai suoi feroci sostenitori. Un esempio dell'atteggiamento reale di Stepinac verso episodi simili lo si può comprendere con un fatto che avvenne pochi mesi dopo. Il 14 maggio 1941, dopo aver avuto notizia del massacro effettuato dagli ustascia a Glina che provocò la morte di 260 serbi, inviò immediatamente una lettera di protesta a Pavelić, in cui scrisse: «Io so bene che i serbi hanno commesso gravi misfatti in questi venti anni di governo. Credo però mio dovere di Vescovo di alzare la mia voce e dichiarare che questo non è lecito secondo la morale cattolica; quindi, Vi prego di prendere le misure più urgenti in tutto il territorio dello Stato Indipendente di Croazia, affinché non venga ucciso nemmeno un serbo se non sia dimostrato il delitto per il quale merita la morte. Altrimenti non possiamo attendere la benedizione del Cielo, senza la quale dobbiamo soccombere». Innumerevoli furono gli interventi a favore dei serbi. Uno dei primi fu quello per il vescovo ortodosso Dositej Vasich, che era stato arrestato dagli ustascia e venne liberato a seguito dell'intervento di Stepinac. Il 16 maggio protestò contro la deportazione della popolazione serba di Kordun e si interessò della sorte dei deportati del distretto di Sisak. Il 21 luglio protestò contro il trattamento disumano riservato agli internati dei campi di concentramento e nello stesso mese riuscì a salvare 300 donne serbe catturate dagli ustascia e destinate a morte sicura. Un dato può essere significativo della grande opera di carità che svolse Stepinac durante la guerra: tra il 1942 e il 1944, l'arcivescovo riuscì a salvare, facendoli ospitare in istituti religiosi o presso famiglie di Zagabria, 6.717 bambini, di cui circa 6.000 di famiglie ortodosse e partigiane, rimasti abbandonati dopo la battaglia di Kozara del 1942. I bambini arrivarono a essere circa 14.000 quando, nel 1943, se ne aggiunsero 3.000 e altri 5.000 dai campi di concentramento in Dalmazia.
Dal 17 al 20 novembre 1941 i vescovi croati vennero convocati in Sinodo dall'arcivescovo Stepinac ed emanarono un duro documento ufficiale, approvato da Roma, che richiamava Pavelić, condannando le conversioni forzate dei serbi e le atrocità degli ustascia. Si chiedeva inoltre il rispetto della Chiesa ortodossa e degli ebrei, affinché fossero trattati il “più umanamente possibile”.
Il Ministro dell'istruzione del governo ustascia Julije Makanec, testimonia nel suo articolo “Chiamati e non chiamati” in Hrvatski Narod del 7 novembre, l'ambiguità del rapporto fra il regime e la Chiesa e la crescente ostilità di quest'ultima verso gli ustascia. Nell'omelia dell'ottobre 1943, l'arcivescovo Stepinac aveva condannato la crudeltà dei metodi usati e la dottrina razziale del regime. Per Makanec quelle parole rappresentavano una pugnalata nella schiena e invitava l'arcivescovo ad occuparsi di cose ecclesiali. A causa dei ripetuti interventi dell'arcivescovo a favore dei perseguitati dal regime, i dirigenti ustascia giunsero a richiedere più volte al Vaticano l'allontanamento di Stepinac.

## Le omelie contro il razzismo
Il 25 novembre 1942 il cardinale Stepinac pronunciava un'omelia in cui condannava senz'appello il razzismo, dottrina fondamentale del governo ustascia.
E ancora giunge ad un'aperta critica delle violenze e dei soprusi in questo significativo passaggio della stessa omelia:
Per questo motivo la Chiesa cattolica ha sempre condannato, e anche oggi condanna, ogni ingiustizia e violenza che si compie in nome delle teorie di classe, di razza e di appartenenza ad un popolo, perché è una cosa simile alla lotta di classe che ha compiuto il bolscevismo. Non si possono cancellare dalla faccia della terra ebrei e zingari, e ciò per il fatto perché li si considera una razza inferiore.»
Il 31 ottobre 1943, a conclusione della grande processione penitenziale, l'arcivescovo Stepinac torna a gran voce a prendere le distanze in modo molto netto dal regime.
Quindi critica apertamente il razzismo:

E condanna 
 giungendo a minacciare il castigo divino:

Alla fine del mese di aprile del 1942 Stepinac si recò a Roma dove ebbe un'udienza di un'ora con Pio XII per discutere degli eventi in Croazia. [...] Subito dopo l'udienza papale, Stepinac attaccò pubblicamente gli ustascia per le loro violenze:
L'editore ebreo jugoslavo Slavko Goldstein calcola che Stepinac sia riuscito a salvare poco più di cinquecento persone tra israeliti e serbi e spiega il suo atteggiamento di fronte al regime con una lucida analisi: "Si impegnava, e proclamava dal pulpito il suo no al razzismo, ma senza mai condannare direttamente il regime fascista e il suo Duce. Perché gli ustascia restavano parte integrante del suo gregge, e il loro Stato cattolico era giunto come evento provvidenziale. Al contrario, i partigiani comunisti e scismatici incarnavano l'Anticristo".
Vennero inviate dalla curia, guidata da Stepinac, contro le leggi e le disposizioni antiebraiche istituite dal regime tra la primavera e l'estate del 1941, diverse lettere di protesta sia al ministro degli interni Andrija Artuković sia allo stesso Pavelić, ottenendo l'abrogazione della norma che imponeva agli ebrei, convertiti o meno, di indossare sul braccio una fascia gialla con la stella di Davide e il divieto di entrare nei luoghi pubblici. Di fronte a ulteriori rastrellamenti che furono effettuati nel 1943, e sapendo che erano soprattutto le autorità tedesche a spingere in questa direzione, scrisse nuovamente al capo del governo croato: «Se c'è di mezzo qualche autorità estera che si immischia nei nostri affari interni, io non ho paura che questa parola di protesta sia portata a sua conoscenza. La Chiesa cattolica non teme davanti a nessun potere terreno, quando si tratta di difendere i più elementari diritti dell'uomo...». Tantissimi furono anche gli aiuti concreti che prestò alle persone appartenenti alla comunità ebraica, attestate dagli stessi ebrei. Ad esempio il delegato in Turchia della commissione per l'aiuto agli ebrei europei, Weltmann, scrisse nel giugno del 1943 al delegato apostolico a Istanbul Angelo Roncalli: «Noi sappiamo che mons. Stepinac ha fatto tutto il possibile per alleviare la sorte infelice degli ebrei in Croazia».
Alcuni autori accusano Stepinac di antisemitismo per un rapporto inviato dal primate alla segreteria di Stato vaticana nel maggio 1943, in cui attribuisce a ebrei e ortodossi le maggiori responsabilità della pratica dell'aborto e delle pubblicazioni pornografiche.
()

## Cattolici che collaborarono ai massacri
Il “Glasnik sv. Ante”, (Messaggero di sant'Antonio) di Sarajevo, nel numero 5-6 del giugno 1941 fa un'aperta dichiarazione di antisemitismo: “In Croazia vi sono oltre 30.000 ebrei. Nella zona di Zagabria ve ne sono 12.000... nelle nostre regioni più povere (Lika, Erzegovina, Gorski Kotar, Morlacca e le altre isole dalmate) non vi è nessun ebreo, poiché là essi non hanno occasioni di rubare. Il Poglavnik ha dichiarato che la questione ebraica sarà radicalmente risolta”.
Non pochi preti, ma soprattutto frati francescani furono protagonisti diretti dei massacri, come ampiamente dimostrato da documenti e testimonianze. Il più tremendo dei campi di sterminio, quello di Jasenovac (definito dal vescovo Stepinac “una vergognosa macchia per lo Stato Indipendente di  Croazia”), fu diretto per quattro mesi, nell'autunno-inverno 1942-1943, dal francescano Miroslav Filipović-Majstorović che, in precedenza, assieme ad altri monaci e a un prete, aveva organizzato massacri della popolazione ortodossa in alcuni villaggi serbi. È storicamente dimostrato che questo frate non soltanto diresse la liquidazione di oltre 40.000 persone, ma in non pochi casi provvide addirittura personalmente alle uccisioni. Si noti però che Filipović era già stato sospeso a divinis ed escluso dall'ordine francescano.
Molti sacerdoti e persino alcuni vescovi scelsero di collaborare con Pavelić. Vi erano addirittura preti che prestavano servizio come guardie del corpo del dittatore. Ivan Guberina, capo dell'Azione Cattolica, era fra questi. Un altro prete, Mate Mugos, scrisse su un giornale che in precedenza lo strumento di lavoro del clero era stato il libro delle preghiere, ma ora era giunto il momento di usare il revolver.
Dyonisy Juricev, sacerdote antisemita, scrisse nel giornale Novi List che non era più peccato uccidere un bambino che avesse compiuto sette anni.
Fra i vescovi sostenitori di Pavelić spicca Ivan Šarić. Nel pieno del terrore iniziale contro gli ebrei, il giornale della sua diocesi riportò il messaggio: "C'è un limite all'amore. Il movimento mondiale di liberazione dagli ebrei è un movimento per il rinnovamento della dignità umana. Dietro il movimento c'è Dio onnisciente e onnipotente". Šarić fu anche accusato dell'appropriazione di beni di ebrei a scopo personale.

## Cattolici che si opposero al regime
Il parroco della chiesa di san Pietro a Zagabria fu condannato a morte da Pavelić ed ebbe poi salva la vita per l'intervento di Stepinac di cui era stato "padre spirituale".
Il vescovo di Mostar Alojzije Mišić denunciò al cardinal Stepinac le violenze degli ustascia, in quanto rendevano difficile una spontanea conversione degli ortodossi al cattolicesimo.

## Cattolici che contribuirono alla salvezza degli ebrei
Il reverendo Dragutin Jesih, di Šćitarjevo vicino a Zagabria, fu ucciso durante la Seconda guerra mondiale. Gli ebrei salvati da lui gli erano stati mandati per lo più dall'arcivescovo Alojzije Stepinac. Riuscì a salvarli anche grazie all'aiuto dei contadini locali. Gli è stato riconosciuto il titolo di giusto fra le nazioni. Lo stesso Stepinac mise in salvo degli ebrei al punto che un rapporto nazista affermava: "L'arcivescovo Stepinac è conosciuto come un grande amico degli ebrei e proteggerà gli ebrei con tutto il suo potere". Il rabbino Freiberger, il 4 agosto 1942 inviò al Papa una lettera nella quale esprimeva la sua più profonda gratitudine per l'opera di soccorso e aiuto attuata da tanti cattolici verso gli ebrei e in particolare da parte dell'arcivescovo Stepinac e dalla Chiesa croata. «Pieno di rispetto — scriveva — oso comparire dinanzi al trono di Vostra Santità per esprimervi come Gran Rabbino di Zagabria e capo spirituale degli ebrei di Croazia la mia gratitudine più profonda e quella della mia congregazione per la bontà senza limiti che hanno mostrato i rappresentanti della Santa Sede e i capi della chiesa verso i nostri poveri fratelli».